# Pericallis hansenii
Pericallis hansenii là một loài thực vật có hoa trong họ Cúc. Loài này được (G.Kunkel) Sunding mô tả khoa học đầu tiên năm 1985.